# Seepark Niederweimar
Der Seepark Niederweimar ist ein kommerziell betriebener Badesee und ein Naherholungsgebiet nahe Marburg im Süden des Landkreises Marburg-Biedenkopf. Er ist auch als Freizeitgebiet Weimarer See bekannt.

## Geographie und Erreichbarkeit
Der Seepark liegt östlich von Niederweimar, einem Ortsteil der Gemeinde Weimar (Lahn) im Süden des Landkreises Marburg-Biedenkopf, unmittelbar an der Main-Weser-Bahn und dem Lahntal-Radweg. Der Radweg und die Eisenbahn führen von Kassel nach Gießen und weiter Richtung Frankfurt. Auf der östlichen Seite des Sees liegt die autobahnähnlich ausgebaute Bundesstraße 3 und auf der westlichen Seite die Bahnverbindung Frankfurt–Kassel mit Bahnhof.

## Geschichte
Ursprünglich war der Baggersee in Niederweimar ausschließlich ein Baggerloch, in dem Kies abgebaut wurde. Im Jahre 1981 wurde das damalige Baggerloch geflutet. Im Jahre 1982 wurde der See von der Firma Hot Sport in Zusammenarbeit mit der Gemeinde und Lahn Waschkies (damaliger Eigentümer) in einen Badestrand mit einer Rutsche für Kinder sowie einem kleinen Spielplatz umgewandelt. 1998 kaufte die Hot Sport Sportschulen GmbH, die zu diesem Zeitpunkt den See seit 1982 gepachtet hatte und bereits eine Gleitschirmschule in Ronneburg betrieb, den See von der Firma Lahn Waschkies. Hot Sport errichtete eine Wasserski- und Wakeboardanlage und Strandbar. In den alten Gebäuden der Surfschule wurden Duschen und Umkleiden eingerichtet. 2009 war die letzte Saison, in der die alten Sommer-Saison-Container noch ihren Dienst taten. 2009 wurde dann das Gebäude komplett abgerissen und ein neues ganzjährig nutzbares Geschäftsgebäude errichtet. Darin befinden sich neben Umkleiden, Duschen und Toiletten, Erste-Hilfe-Raum auch ein Restaurant, Veranstaltungsfläche, die Verwaltung, ein Shop für Gleitschirmartikel sowie Hausmeisterwohnung für Nachtwache und Mitarbeiter. 2018 überflutete im Winter ein Hochwasser der Lahn den Seepark. Kellerräume, Sanitäre Anlagen, Sandstrände und Elektrische Anlagen der Wasserskianlage wurden überflutet und mussten kurzfristig im Frühjahr erneuert werden. Seit Mai 2018 ist der Seepark wieder für Besucher geöffnet.

## Badebereich

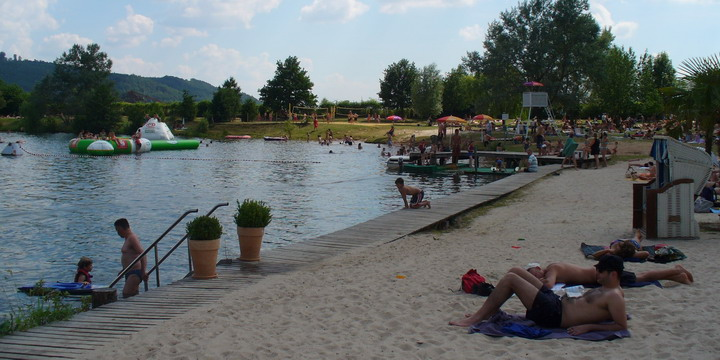
Badestrand des Seeparks

Der Seepark verfügt über einen großen Badestrand mit Liegewiese, der in der Regel zwischen Mitte Mai und Anfang September geöffnet ist. In einer abgesperrten Zone im hinteren Teil des Strandes befindet sich ein FKK-Bereich. Das Schwimmen bis 1,35 m ist ganzjährig möglich. Schwimmen ist bei aufgezogener rot-weißer Wachflagge bis zur rot- weißen Bojenkette (bis 4,95 m tief) bewacht möglich. Darüber hinaus ist Schwimmen nur auf eigene Gefahr möglich. Der Betreiber empfiehlt Schwimmwesten, die kostenlos zur Verfügung gestellt werden.
Im Badebereich des Sees ist eine Trampolin-Insel vorhanden. Außerdem gibt es sowohl im textilen als auch im FFK-Bereich eine Badeinsel.
Am Ufer der Liegewiese befindet sich ein Wasserspielplatz für Kinder.

## Sport

### Aquapark

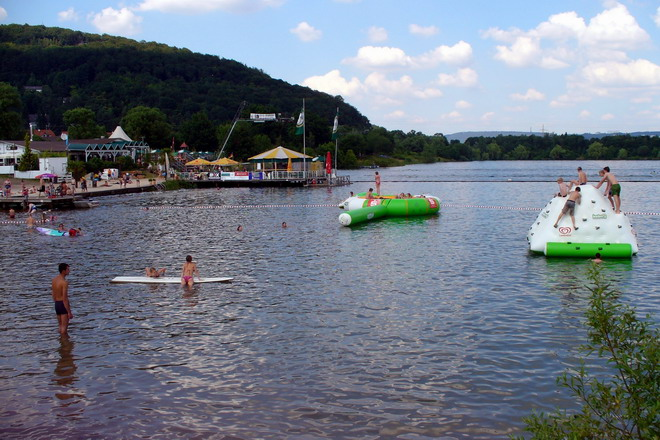
Wasserskianlage des Seeparks

Der Seepark verfügt seit 2017 über den größten Aquapark Deutschlands. Bis zu 132 Personen können gleichzeitig auf schwimmenden Trampolinen und Rutschen und Kletterwänden Sport und Spaß betreiben. Der Aquapark kann ab mittags zu jeder vollen Stunde genutzt werden.

### BLOB

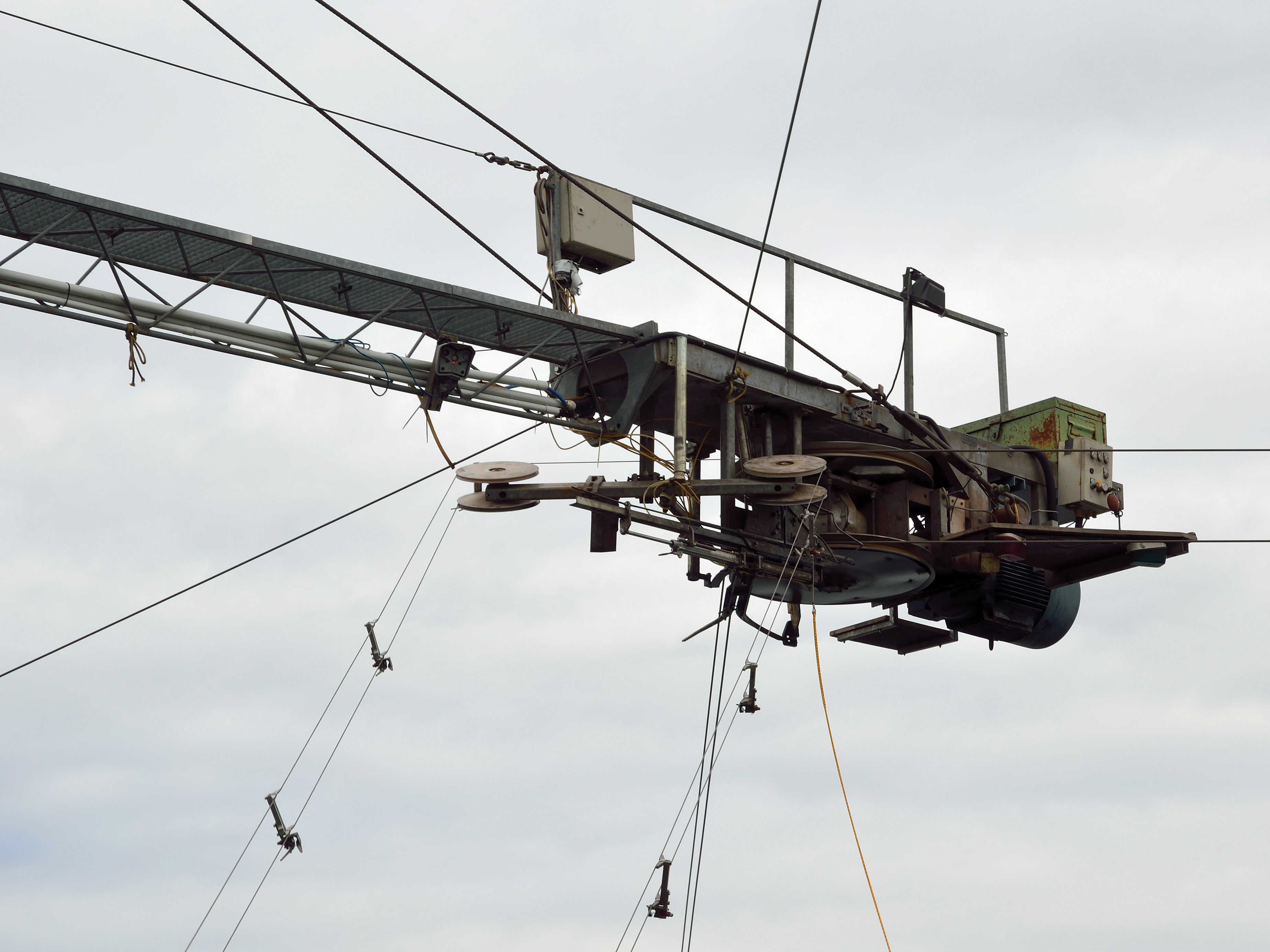
Wasserskianlage des Seeparks

Der Seepark verfügt seit 2018 über einen Mega-Blob. Der schwimmende BLOB katapultiert Menschen in bis zu 10 Meter Höhe, die dann im Wasser landen. Der BLOB wird von der Firma Blobbase geführt und ist in der Regel täglich spätestens ab 16.30 geöffnet.

### Wasserski

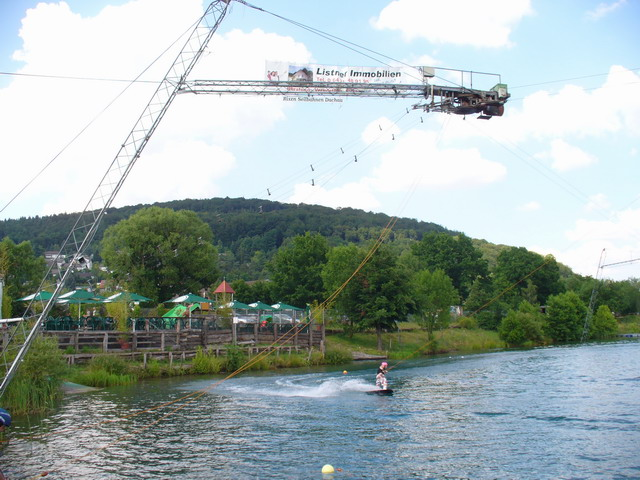
Wasserskianlage des Seeparks

Der Seepark verfügt über eine Wasserskianlage. An einer Seilbahn können neben Wasserski auch Wakeboard, Monoski und Kneeboard, Surfboard, Kiteboard und Hydrofoil gefahren werden. Unter anderem ist die Anlage auch mit Deutschlands erstem Funpark ausgestattet. Der Funpark umfasst mehrere Kicker, Tables, Rails und Transferboxes. Das weltweit einzige Unit Bank Ledge Rail sowie Rixens Signature Obstacle „Vanni Convert“ von Teamfahrerin Vanessa Weinhauer sind an dieser Anlage zu finden.
Von Mai bis August finden täglich bei jedem Wetter um 15 Uhr Anfängerkurse statt.
Die Anlage wird auch für regionale, nationale und internationale Wettkämpfe genutzt. Unter anderem fand am 15. Juli 2006 das Europacup-Finale der Wakeboarder in Niederweimar statt. So findet auch jährlich die Hessenmeisterschaft am Ende der Saison statt.

### Stehpaddeln, Stand Up Paddling (SUP)
Es besteht sowohl die Möglichkeit, mitgebrachte Ausrüstung zu nutzen, Stand Up Paddling-Material zu leihen als auch an einem Kurs teilzunehmen.

### Beachvolleyball

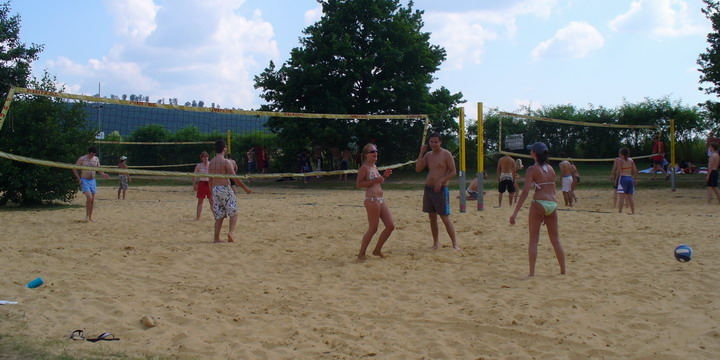
Beachvolleyballfelder

Der Seepark verfügt über insgesamt drei Beachvolleyballfelder. Sie liegen zwischen der normalen Liegewiese und dem FKK-Bereich.

### Tauchen
Am Seepark gibt es, auch für Tagesgäste, ganzjährig die Möglichkeit zu tauchen. Außerhalb der Badesaison und für Nachttauchgänge oder Vereinsfreizeiten kann eine telefonische Anmeldung erforderlich sein.

### Angeln
Am Seepark gibt es einen Freundeskreis der Angler, die das Gewässer hegen und pflegen. Der Antrag auf eine Ganzjahresmitgliedschaft ist möglich. Tageskarte gibt es keine.

## Gastronomie
Der Seepark verfügt über ein Restaurant, welches ganzjährig geöffnet ist, einen Imbissstand, der an der Liegewiese liegt und hauptsächlich im Sommer von Badegästen genutzt wird, und eine Strandbar, welche direkt an der Wasserskianlage liegt. Privat- oder Firmenveranstaltungen von 2 bis 2000 Personen sind möglich.